# Annona ecuadorensis
Annona ecuadorensis е вид растение от семейство Annonaceae. Видът е критично застрашен от изчезване.

## Разпространение
Разпространен е в Еквадор.